# Dendenstadion
Het Dendenstadion is een multifunctioneel stadion in Asmara, Eritrea. In het stadion is plaats voor 20.000 toeschouwers. Het stadion wordt vooral gebruikt voor voetbalwedstrijden. De voetbalclubs Red Sea FC, Adulis FC, Hintsa, Edaga Hamus maken gebruik van dit stadion.